# Feistritzklamm/Herberstein
Feistritzklamm/Herberstein este o arie protejată (arie specială de conservare — SAC, sit de importanță comunitară — SCI, arie de protecție specială avifaunistică — SPA) din Austria întinsă pe o suprafață de 124,99 ha, integral pe uscat.

## Localizare
Centrul sitului Feistritzklamm/Herberstein este situat la coordonatele 47°12′59″N 15°48′19″E / 47.2165°N 15.8053°E.

## Înființare
Situl Feistritzklamm/Herberstein a fost declarat sit de importanță comunitară în iulie 1998 pentru a proteja 26 de specii de animale. Alte tipuri de protecție:
- arie de protecție specială avifaunistică (în mai 2001)[2]
- arie specială de conservare (în decembrie 2006)[1][3][4]

## Biodiversitate
Situată în ecoregiunea continentală, aria protejată conține 7 habitate naturale: Pajiști uscate seminaturale și facies de acoperire cu tufișuri pe substraturi calcaroase (Festuco-Brometalia) (* situri importante pentru orhidee), Pante stâncoase silicioase cu vegetație casmofită, Roci stâncoase cu vegetație pionieră de Sedo-Scleranthion sau Sedo albi-Veronicion dillenii, Păduri de fag Luzulo-Fagetum, Păduri de stejar și carpen Galio-Carpinetum, Păduri pe pante, grohotișuri și ravene de Tilio-Acerion, Păduri aluvionare cu Alnus glutinosa și Fraxinus excelsior (Alno-Padion, Alnion incanae, Salicion albae).
La baza desemnării sitului se află mai multe specii protejate:
- păsări (15): uliu păsărar (Accipiter nisus), stârc cenușiu (Ardea cinerea), buha (Bubo bubo), mierla de apă (Cinclus cinclus), porumbel de scorbură (Columba oenas), Corvus monedula, ciocănitoare pestriță mică (Dendrocopos minor), ciocănitoare neagră (Dryocopus martius), presură de munte (Emberiza cia), muscar-gulerat (Ficedula albicollis), muscar negru (Ficedula hypoleuca), capîntortură (Jynx torquilla), codroșul de pădure (Phoenicurus phoenicurus), ciocănitoare verzuie (Picus canus), ciocănitoarea verde (Picus viridis)
- mamifere (4): liliac cărămiziu (Myotis emarginatus), liliac comun (Myotis myotis), liliacul mare cu potcoavă (Rhinolophus ferrumequinum), liliacul mic cu potcoavă (Rhinolophus hipposideros)
- nevertebrate (5): croitorul mare al stejarului (Cerambyx cerdo), Cucujus cinnaberinus, Euplagia quadripunctaria, rădașcă (Lucanus cervus), Osmoderma eremita
- pești (2): zglăvoacă (Cottus gobio), Eudontomyzon mariae

Pe lângă speciile protejate, pe teritoriul sitului au mai fost identificate 6 specii de plante, 5 specii de mamifere, 81 de specii de nevertebrate, 2 specii de pești.